# جي بي لاغونا 2016
جي بي لاغونا 2016 (بالإيطالية: GP Laguna Poreč 2016 )‏ هو سباق دراجات هوائية، وهو الموسم رقم 2 من نفس السباق، وأقيم في 14 فبراير 2016، وامتدّ لمسافة 163 كيلومتر، وهو أحد سباقات طواف أوروبا للدراجات 2016، وهو من نوع سباق يوم واحد، وقد شارك في السباق 103 متسابقاً، ووصل إلى نهايته 74 متسابقاً.
فاز فيه بالمركز الأول فيليبو غانا، وبالمركز الثاني ديفيد بير، وبالمركز الثالث دومين نوفاك.

## الفرق
| فرق قارية (9)- أدريا موبيل 2016 ‏ - Sportland Niederösterreich ‏ - Team Felt–Felbermayr ‏ - أدفاريكس هرينكو سيلينج 2016 ‏ - Kamen Pazin ‏ - مينسك سي سي 2016 ‏ - Team Ljubljana Gusto Santic ‏ - فريق تيرول كيه تي إم للدراجات ‏ - WSA KTM Graz p/b Leomo ‏ فريق وطني- فريق روسيا لركوب الدراجات 2016 ‏ فرق أندية الدراجات (4)- كولباك ‏ - Bahrain Victorious Development Team ‏ - Metalac Quick Kraljevo ‏ - Cycling Team Kranj ‏ |  |
| |  |

## وصلات خارجية
- الموقع الرسمي
- جي بي لاغونا 2016 على موقع إحصائيات الدراجات الإحترافية (الإنجليزية)